# حصار كولشيستر
وقع حصار كولشيستر في صيف عام 1648 عندما اشتعلت الحرب الأهلية الإنجليزية في عدة مناطق من بريطانيا. وجدت كولشيستر نفسها في خضم الاضطرابات عندما هاجم اللورد الجنرال توماس فيرفاكس على رأس قوة برلمانية جيشاً ملكياً كان يعبر منطقة إيست أنجليا دعماً للملك. أجبر هجوم البرلمانيين الأولي الجيش الملكي على التراجع خلف أسوار المدينة، لكنهم لم يتمكنوا من تحقيق النصر، فانتهى بهم الأمر في حصار. على الرغم من أهوال الحصار، قاوم الملكيون لمدة أحد عشر أسبوعًا ولم يستسلموا إلا بعد هزيمة الجيش الملكي في شمال إنجلترا في معركة بريستون (1648).

## الخلفية
في 21 مايو، ثارت مقاطعة كينت ضد البرلمان. قاد اللورد جنرال فيرفاكس القوات البرلمانية إلى ميدستون. في 1 يونيو استطاع استعادة المدينة. هربت بقايا القوات الملكية بقيادة إيرل نورويتش من المقاطعة للانضمام إلى الثورة في إسيكس.
في 5 يونيو / حزيران، أسر حشدٌ مشاغب اللجنةَ البرلمانيةَ لمقاطعة إسيكس في تشيلمسفورد. أعلن العقيد هنري فار وبعض فرق إسيكس التدريبية عن دعمهم للملك. تولى تشارلز لوكاس قيادة فوج إسيكس، وفي 9 يونيو انضم إليه إيرل نورويتش، واللورد كابيل، واللورد لوبورو، وجورج ليسل وحوالي 500 من الجنود الملكيين من كينت. في اليوم التالي سار لوكاس مع ما أصبح الآن قوة إجمالية قوامها حوالي 4000 جندي إلى برينتري المركز التجاري في المقاطعة. في هذه الأثناء، أمّن توماس هونيوود، عضو لجنة مقاطعة إسيكس، الأسلحة مع فرق تدريب إسيكس الشمالية، التي ظلت موالية للبرلمان. واصل لوكاس مسيره إلى كولشيستر، حيث وصلها في 12 يونيو، حيث كان ينوي جمع المزيد من القوات قبل الاستمرار إلى سوفولك ثم نورفولك، على أمل رفع تلك المقاطعات لدعم الملك.
في 13 يونيو، انضم لواء مشاة بقيادة الكولونيل جون باركستيد من لندن إلى فيرفاكس وقواته البرلمانية من كينت وقوات إسيكس بقيادة توماس هونيوود خارج كولشيستر. في المجموع، كان لدى فيرفاكس الآن أكثر من 5000 جندي من ذوي الخبرة وأكثر من ألف من سلاح الفرسان. قرر فيرفاكس إعادة استخدام نفس التكتيكات التي استخدمها مؤخرًا ضد الملكيين في ميدستون من خلال شن هجوم فوري وشامل.

## المعركة
دافع الملكيون عن موقفهم من خلال وضع القوات على مشارف المدينة على طريق مالدون، حيث كان الجيش البرلماني يقترب. بدأت المعركة بضراوة عندما هاجمت قواة مشاة باركستيد وتم صدهم ثلاث مرات، وكان الملكيون محميين بشكل جيد خلف التحوطات التي تصطف على جانبي الطريق. أخيرًا، تفوق سلاح الفرسان البرلماني بشكل كبير على عدد الخيالة الملكيين واضطر المشاة إلى التراجع إلى ما وراء أسوار المدينة. تبعهم رجال باركستيد الذين كانوا يلاحقونهم من خلال البوابات، إلى أن هزمهم هجوماً مضاداً تم التخطيط له جيدًا من قبل المشاة الملكي وسلاح الفرسان. واصل فيرفاكس الهجوم إلا أنه دعا عند منتصف الليل إلى التوقف واضطر بنفسه إلى الاستسلام حيث فشل في اقتحام المدينة. في المعركة خسر فيرفاكس ما بين 500 و1000 رجلاً بينما سجلت خسائر الملكيين 30 رجلاً وضابطين.

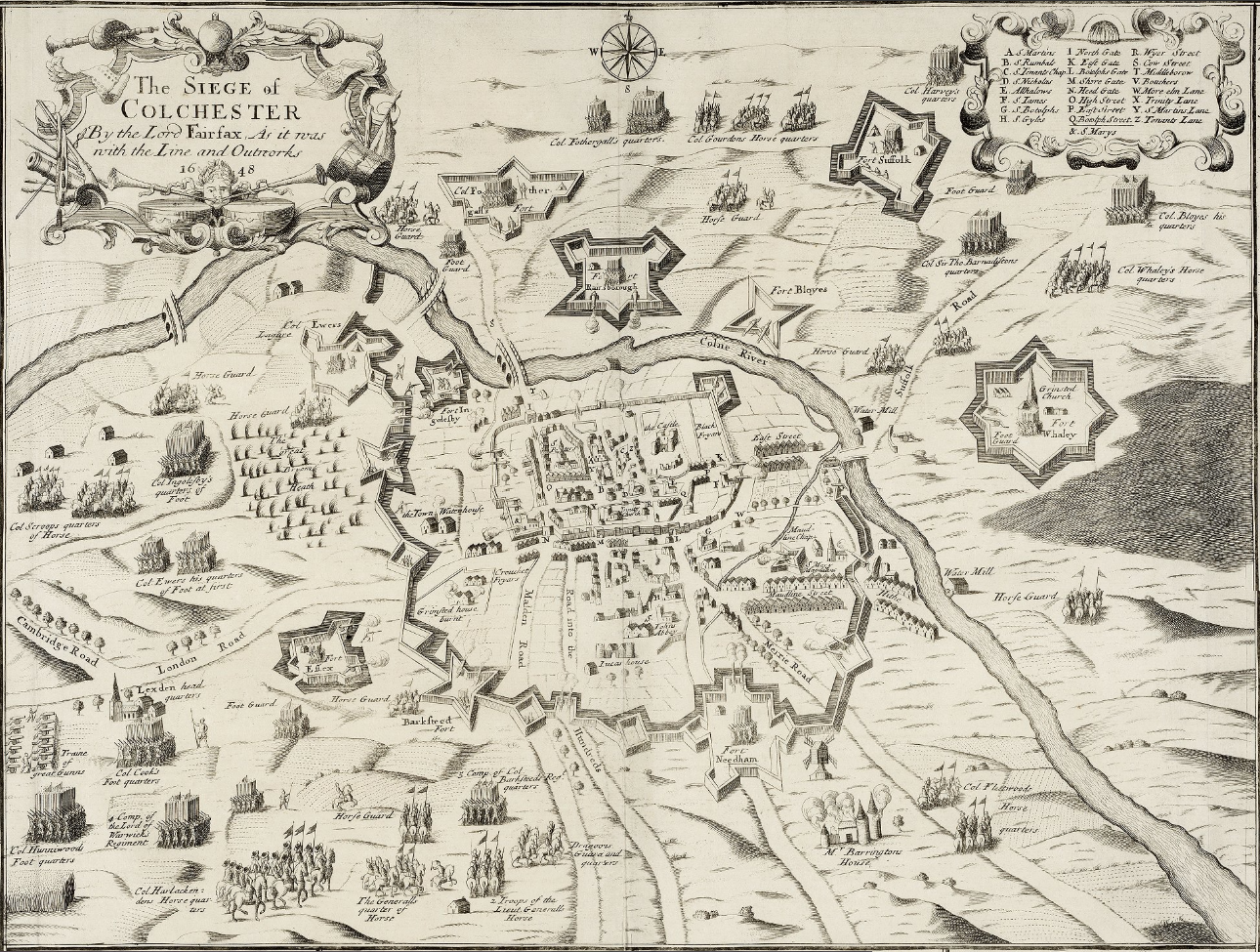
خريطة لحصار كولشيستر عام 1648 نُشرت في نشرة عريضة معاصرة بعنوان "يوميات حصار كولشيستر من قبل القوات تحت قيادة جنرال فيرفاكس"